# IV Liceum Ogólnokształcące im. Adama Mickiewicza w Warszawie
IV Liceum Ogólnokształcące im. Adama Mickiewicza – liceum ogólnokształcące w Warszawie, znajdujące się przy ulicy Saskiej 59 (róg ulicy Kubańskiej) na Saskiej Kępie, w dzielnicy Praga-Południe. Jest to jedna z najstarszych szkół w Warszawie; została założona w 1897 roku przez Emiliana Konopczyńskiego.

## Historia
- 1897 – założenie przez Emiliana Konopczyńskiego sześcioklasowej męskiej szkoły realnej;
- 1913 – przeniesienie gimnazjum do gmachu przy ul. Konopczyńskiego 4 (dawniej Sewerynówka);
- 1919 – nadanie szkole nazwy: Gimnazjum Państwowe im. Adama Mickiewicza w Warszawie;
- 1940–1944 – do egzaminu maturalnego przystąpiło 449 uczniów;
- 1945 – reaktywowanie liceum przy ul. Wąchockiej na Saskiej Kępie;
- 1950 – połączenie z Liceum im. J. Jasińskiego;
- 1965 – przeniesienie placówki do budynku przy ul. Saskiej 59;
- 1975 – przyjęcie liceum do szkół stowarzyszonych w UNESCO;
- 1994 – przyjęcie liceum do Stowarzyszenia Szkół Aktywnych;
- 2000 – odsłonięcie popiersia Adama Mickiewicza[3];
- 2009 – przyznanie pierwszych "Adasiów", nagród dla wyróżniających się nauczycieli i uczniów[4]
- 2019 – 60-lecie istnienia Stowarzyszenia Wychowanków[5];
- 2023 – odsłonięcie tablicy upamiętniającej Stefana Starzyńskiego[6].

### Dyrektorzy
W historii szkoły funkcję dyrektora pełnili kolejno:
1. Emilian Konopczyński 1897-1911
2. Michał Rowiński w latach 1911-1920
3. Jan Juraszyński w latach 1920- 1931
4. Edward Hoszowski w latach 1931-1933
5. Michał Dadlez w latach 1933-1944 oraz w 1946-1949
6. Jan Wysocki w 1945
7. Henryka Świerżewska w latach 1949-1951
8. Adam Zieliński w latach 1951-1967
9. Irena Brokowska w latach 1967-1971
10. Wiesława Brożek-Filipowska w latach 1971-2000
11. Barbara Taff w latach 2000-2011
12. Marzenna Zaworska w latach 2011-2021
13. Krzysztof Maksymow od 2021

## Współpraca
Szkoła współpracuje m.in. ze Szkołą Główną Handlową, Politechniką Warszawską oraz Menedżerską Akademią Nauk Stosowanych.

## Absolwenci
Wśród absolwentów szkoły znajdują się np.: poeci (Jan Lechoń, Władysław Broniewski, Miron Białoszewski), aktorzy (Magdalena Zawadzka, Jan Świderski, Dominika Ostałowska), reżyserzy (Jerzy Skolimowski, Krzysztof Krauze) i inni (Jan Nowak-Jeziorański – polityk i powstaniec warszawski, Marcin Prokop – dziennikarz, Stefan Starzyński – prezydent Warszawy, Stanisław Broniewski „Orsza” – wojskowy, Kornel Morawiecki – polityk). Absolwentów szkoły zrzesza Stowarzyszenie Wychowanków.

## Osiągnięcia
W 2023 szkoła zajęła 52. miejsce w Rankingu Liceów Warszawskich. Uczniowie szkoły każdego roku zajmują wysokie miejsca na olimpiadach naukowych oraz sportowych. Olimpiada wiedzy o mediach w 2023: trzecie miejsce Pola Adamczuk. Olimpiada historyczna w 2023: laureat Jakub Gos.